# Erich Wulff
Erich Wulff (2. srpen, 1910 ve Schönkirchenu, Holštýnsko - 3. únor 1945, poblíž Flederbornu, Pomořansko - zabit v akci) byl důstojník Waffen-SS v hodnosti SS-Sturmbannführer (Major).
Během let 1941 až 1942 slouží na východní frontě jako velitel 3. roty z 26. pěšího pluku (Infanterie-Regiment Nr. 26) ze 30. pěší divize. Za jeho velení je mu udělen 11. ledna roku 1942 německý kříž ve zlatě.
Ode dne 20. prosince roku 1943 působí jako náčelník operací u 18. SS-Freiwilligen Panzergrenadier Division „Horst Wessel“ pod velením SS-Brigadeführera Wilhelma Trabandta. Zde působí až do 15. června roku 1944.
Později od 1. srpna 1944 až do 3. února 1945 působil jako náčelník štábu u 15. Waffen-Grenadier Division der SS (lettische Nr. 1) pod velením SS-Brigadeführera Herberta von Obwurzera.
Při všeobecném ústupu německých vojsk je zabit v boji, když se jeho divize snaží probít z obklíčení. Dne 9. května roku 1945 je na návrh bývalého velitele divize SS-Oberführera Adolfa Axe posmrtně vyznamenán rytířským křížem.

## Shrnutí vojenské kariéry
Data povýšení
- Leutnant
- Oberleutnant - 11. leden, 1942
- Hauptmann
- Major
- SS-Sturmanbannführer

Významná vyznamenání
- Rytířský kříž Železného kříže - 9. května, 1945 (Posmrtně)
- Německý kříž ve zlatě - 11. leden, 1942
- Železný kříž II. třídy
- Železný kříž I. třídy
- Medaile za východní frontu
- Útočný odznak pěchoty ve stříbře
- Odznak za zranění v černém
- Sudetská pamětní medaile